# Vesoljska ladja
Vesóljska ládja je umetno nebesno telo, ki je zmožno (omejenega) potovanja po vesoljskem prostoru in ima posadko.

## Seznam
- Apollo
- Diamant
- Gemini
- Mercury
- Sojuz
- vesoljsko letalo SpaceShipOne
- Šenžou (kitajsko 神舟; pinjin Shénzhōu, Božanko plovilo, Božanski mehanizem, tudi besedna igra za knjižno ime Kitajske (神州 dobesedno Božanska dežela))
- Voshod
- Vostok (rusko Восток (Vostok), Vzhod (stran neba))
- Zond